# Ryūteki

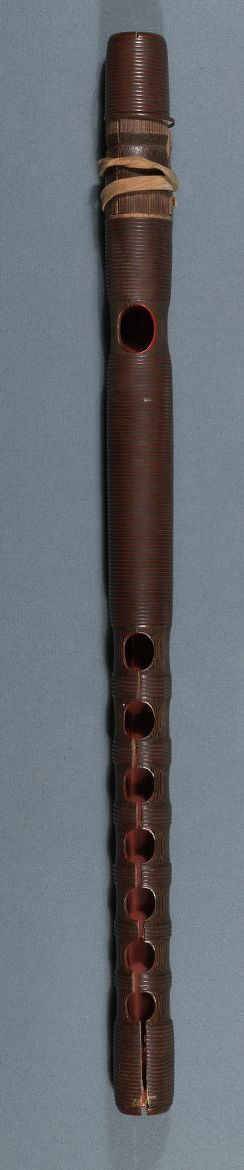
Ryūteki

Ryūteki (jap. 龍笛, „Drachenflöte“, wobei das Kanji '龍' sich auch auf den japanischen Kaiser bezieht) ist eine japanische Querflöte aus Bambus, die in der höfischen Gagaku-Musik zusammen mit dem Doppelrohrblattinstrument hichiriki die Hauptmelodie spielt. Die ryūteki wird horizontal gehalten, hat 7 Löcher, eine Länge von 40 cm und einen Innendurchmesser von 1,3 cm.
Der Klang der Flöte soll Drachen verkörpern, die zwischen den Himmelslichtern – im Gagaku verkörpert durch die harmonische Begleitung der Mundorgel shō – und den Menschen vom Himmel herabsteigen. Letztere werden durch die hichiriki repräsentiert. Die ryūteki ist eine von drei im Gagaku verwendeten Flöten, besonders bei Stücken im chinesischen Stil. Ihre Stimmung ist niedriger als die der komabue und höher als die der kagurabue.

## Musiker
Ron Korb ist ein kanadischer Solist. Er hat die Ryūteki-Musik in Japan studiert und diesen Stil in manche seiner Kompositionen integriert.